# 浅香 (大阪市)
浅香（あさか）は、大阪府大阪市住吉区にある町名。現行行政地名は浅香一丁目および浅香二丁目。

## 地理
住吉区の南部に位置し、東に苅田、西に杉本、北に我孫子東、南に堺市北区と接している。

### 河川
- 大和川
  - 吾彦大橋

## 歴史

### 沿革
1960年、我孫子駅から徒歩で10分ほどの所に地下鉄車庫が造られる。地元の浅香地区の人たちは強く反対する。
1965年、部落解放同盟大阪府連合会浅香支部が結成される。浅香支部は車庫撤去闘争を組織あげて取り組む。
1976年、部落解放浅香地区総合計画実行委員会が結成される。大阪市と交渉を重ねて車庫の全面撤去などの要求を認めさせる。
1981年（昭和56年）、大阪市住吉区浅香町と杉本町・杉本町1-4丁目・苅田町・我孫子町の各一部より成立。

## 経済

### 産業
店・企業
- 国際興業大阪 我孫子営業所

### 事業所
2021年（令和3年）現在の経済センサス調査による事業所数と従業員数は以下の通りである。
| 丁目       | 事業所数 | 従業員数 |
| ---------- | -------- | -------- |
| 浅香一丁目 | 20事業所 | 566人    |
| 浅香二丁目 | 6事業所  | 73人     |
| 計         | 26事業所 | 639人    |

## 世帯数と人口
2024年（令和6年）9月30日現在の世帯数と人口は以下の通りである。
| 丁目       | 世帯数  | 人口    |
| ---------- | ------- | ------- |
| 浅香一丁目 | 618世帯 | 1,018人 |
| 浅香二丁目 | 241世帯 | 391人   |
| 計         | 859世帯 | 1,409人 |

### 人口の変遷
国勢調査による人口の推移。
| 1995年（平成7年）  | 1,342人 | [ 8 ]  |  |
| 2000年（平成12年） | 1,342人 | [ 9 ]  |  |
| 2005年（平成17年） | 1,218人 | [ 10 ] |  |
| 2010年（平成22年） | 1,331人 | [ 11 ] |  |
| 2015年（平成27年） | 1,439人 | [ 12 ] |  |
| 2020年（令和2年）  | 1,222人 | [ 13 ] |  |

### 世帯数の変遷
国勢調査による世帯数の推移。
| 1995年（平成7年）  | 512世帯 | [ 8 ]  |  |
| 2000年（平成12年） | 519世帯 | [ 9 ]  |  |
| 2005年（平成17年） | 518世帯 | [ 10 ] |  |
| 2010年（平成22年） | 607世帯 | [ 11 ] |  |
| 2015年（平成27年） | 485世帯 | [ 12 ] |  |
| 2020年（令和2年）  | 487世帯 | [ 13 ] |  |

## 学区
市立小・中学校に通う場合、学区は以下の通りとなる。なお、小学校・中学校入学時に学校選択制度を導入しており、通学区域以外に住吉区の小学校・中学校から選択することも可能。
| 丁目       | 番   | 小学校             | 中学校                 |
| ---------- | ---- | ------------------ | ---------------------- |
| 浅香一丁目 | 全域 | 大阪市立依羅小学校 | 大阪市立我孫子南中学校 |
| 浅香二丁目 | 全域 | 大阪市立依羅小学校 | 大阪市立我孫子南中学校 |

## 交通

### バス
2020年4月現在
- 大阪シティバス[16]
  - 63号系統：杉本一丁目 → 市立大学前 → 浅香 → 浅香東住宅前
  - 65号系統：市立大学前 → 浅香中央公園 → 浅香東住宅前 …→… 浅香東住宅前 → 浅香 → 市立大学前

### 道路
- 大阪府道28号大阪高石線（あびこ筋）

## 施設
- 住吉スポーツセンター（1丁目）
- 大阪市立我孫子南中学校（1丁目）
- 浅香中央公園（1丁目）
- 浅香町公園（2丁目）
- 大阪市立市民交流センターすみよし南（2丁目）
  - 浅香人権文化センター[17]
- 浅香同和地区解放会館（1丁目）[18]
- 浅香青少年会館（2丁目）[17]
- 浄土真宗本願寺派教圓寺（1丁目）
- 白瀧大明神（2丁目）

## その他

### 日本郵便
- 〒558-0021[3]（集配局：住吉郵便局[19]）